# Istrian Spring Trophy 2006
L'Istrian Spring Trophy 2006, quarantaseiesima edizione della corsa, valevole come prova del circuito UCI Europe Tour 2006 categoria 2.2, si svolse in tre tappe, precedute da un cronoprologo, dal 16 al 19 marzo 2006 per un percorso totale di 491,5 km, con partenza da Pisino ed arrivo a Parenzo. Fu vinto dallo sloveno Borut Božič della squadra Perutnina Ptuj, che si impose in 12 ore 4 minuti e 8 secondi alla media di 40,72 km/h.
Al traguardo di Parenzo 144 ciclisti conclusero la competizione.

## Tappe
| Tappa  | Data     | Percorso                   | km    | Vincitore di tappa | Leader cl. generale |
| ------ | -------- | -------------------------- | ----- | ------------------ | ------------------- |
| prol.  | 16 marzo | Pisino (Cron. individuale) | 1,5   | Borut Božič        | Borut Božič         |
| 1ª     | 17 marzo | Parenzo > Albona           | 149   | Jan Faltýnek       | Borut Božič         |
| 2ª     | 18 marzo | Parenzo > Parenzo          | 189   | Martin Riška       | Borut Božič         |
| 3ª     | 19 marzo | Parenzo > Parenzo          | 152   | Gerald Ciolek      | Borut Božič         |
| Totale | Totale   | Totale                     | 491,5 |                    |                     |

## Squadre partecipanti
| N.     | Cod. | Squadra                      |
| ------ | ---- | ---------------------------- |
| 1-6    | PER  | Perutnina Ptuj               |
| 7-12   | PUR  | Purapharm                    |
| 13-18  | PRA  | Team Plast-Recycling-Austria |
| 19-24  | LEG  | Legia-Bazyliszek             |
| 25-30  |      | Felt Rennteam Chiemgau       |
| 31-36  |      | Team Aguti                   |
| 37-42  |      | Permac Brisot Bibanese       |
| 43-48  | SWI  | Swiag-Teka                   |
| 49-54  | SAK  | Sava                         |
| 55-60  | AUT  | Austria                      |
| 61-65  | WIE  | Team Wiesenhof-Akud          |
| 66-71  | GRE  | Grecia                       |
| 72-77  | DNK  | Danimarca                    |
| 77-83  |      | Team Nippo-KFS               |
| 84-89  |      | Wurzener                     |
| 90-95  |      | Team Pot Cottbus             |
| 96-101 | TMB  | Team Maxbo-Bianchi           |

| N.      | Cod. | Squadra                      |
| ------- | ---- | ---------------------------- |
| 102-107 |      | KED-Bianchi Team Berlin      |
| 108-113 | CCB  | Cycling Club Bourgas         |
| 114-119 | PSK  | PSK Whirlpool-Hradec Králové |
| 120-125 | END  | Team Endeka                  |
| 126-131 | GLU  | Glud & Marstrand Horsens     |
| 132-137 | ADR  | Adria Mobil                  |
| 138-142 | DEU  | Germania                     |
| 143-148 | AKU  | Akud-Arnolds-Sicherheit      |
| 149-154 | RAR  | Radenska-PowerBar            |
| 155-160 | LOB  | Loborika Favorit Team        |
| 161-166 | CZE  | Rep. Ceca                    |
| 167-172 |      | Radenska-PowerBar            |
| 173-178 | APO  | Aposport Krone Linz          |
| 179-184 |      | Nessebar                     |
| 185-190 | TET  | Thüringer Energie Team       |
| 191-196 |      | TBP Lenart                   |

## Dettagli delle tappe

### Prologo
- 16 marzo: Pisino – Cronometro individuale – 1,5 km

Risultati
| Pos. | Corridore      | Squadra        | Tempo |
| ---- | -------------- | -------------- | ----- |
| 1    | Borut Božič    | Perutnina Ptuj | 2'03" |
| 2    | Boštjan Mervar | Perutnina Ptuj | a 2"  |
| 3    | Grega Bole     | Sava           | a 3"  |

| Pos. | Corridore      | Squadra        | Tempo |
| ---- | -------------- | -------------- | ----- |
| 1    | Borut Božič    | Perutnina Ptuj | 2'03" |
| 2    | Boštjan Mervar | Perutnina Ptuj | a 2"  |
| 3    | Grega Bole     | Sava           | a 3"  |

### 1ª tappa
- 17 marzo: Parenzo > Albona – 149 km

Risultati
| Pos. | Corridore      | Squadra        | Tempo    |
| ---- | -------------- | -------------- | -------- |
| 1    | Jan Faltýnek   | PSK Whirlpool  | 3h50'00" |
| 2    | Borut Božič    | Perutnina Ptuj | a 3"     |
| 3    | André Steensen | Glud & Marst.  | a 5"     |

| Pos. | Corridore      | Squadra        | Tempo    |
| ---- | -------------- | -------------- | -------- |
| 1    | Borut Božič    | Perutnina Ptuj | 3h52'00" |
| 2    | Jan Faltýnek   | PSK Whirlpool  | a 6"     |
| 3    | André Steensen | Glud & Marst.  | a 14"    |

### 2ª tappa
- 18 marzo: Parenzo > Parenzo – 189 km

Risultati
| Pos. | Corridore    | Squadra       | Tempo    |
| ---- | ------------ | ------------- | -------- |
| 1    | Martin Riška | PSK Whirlpool | 4h33'10" |
| 2    | Devis Miorin | Team Endeka   | s.t.     |
| 3    | Tim Klinger  | Wiesenhof     | s.t.     |

| Pos. | Corridore    | Squadra        | Tempo    |
| ---- | ------------ | -------------- | -------- |
| 1    | Borut Božič  | Perutnina Ptuj | 8h25'18" |
| 2    | Jan Faltýnek | PSK Whirlpool  | a 5"     |
| 3    | Tim Klinger  | Wiesenhof      | a 7"     |

### 3ª tappa
- 19 marzo: Parenzo > Parenzo – 152 km

Risultati
| Pos. | Corridore      | Squadra       | Tempo    |
| ---- | -------------- | ------------- | -------- |
| 1    | Gerald Ciolek  | Wiesenhof     | 3h38'52" |
| 2    | Joachim Bøhler | Maxbo Bianchi | s.t.     |
| 3    | Grega Bole     | Sava          | s.t.     |

| Pos. | Corridore    | Squadra        | Tempo     |
| ---- | ------------ | -------------- | --------- |
| 1    | Borut Božič  | Perutnina Ptuj | 12h04'08" |
| 2    | Jan Faltýnek | PSK Whirlpool  | a 7"      |
| 3    | Tim Klinger  | Wiesenhof      | a 9"      |

## Classifiche finali

### Classifica generale
| Pos. | Corridore      | Squadra        | Tempo     |
| ---- | -------------- | -------------- | --------- |
| 1    | Borut Božič    | Perutnina Ptuj | 12h04'08" |
| 2    | Jan Faltýnek   | PSK Whirlpool  | a 7"      |
| 3    | Tim Klinger    | Wiesenhof      | a 9"      |
| 4    | Martin Riška   | PSK Whirlpool  | a 10"     |
| 5    | Grega Bole     | Sava           | a 11"     |
| 6    | Gerald Ciolek  | Wiesenhof      | a 12"     |
| 7    | Simon Špilak   | Adria Mobil    | a 14"     |
| 8    | Devis Miorin   | Team Endeka    | a 15"     |
| 9    | André Steensen | Glud & Marst.  | s.t.      |
| 10   | Boštjan Mervar | Perutnina Ptuj | a 16"     |

### Classifica scalatori
| Pos. | Corridore       | Squadra       | Punti |
| ---- | --------------- | ------------- | ----- |
| 1    | Tim Klinger     | Germania      | 9     |
| 2    | Gabriel Rasch   | Maxbo Bianchi | 8     |
| 3    | Markus Eibegger | Austria       | 4     |
| 4    | Radek Bečka     | PSK Whirlpool | 3     |
| 5    | Philipp Metzke  | Akud-Arnolds  | 3     |

### Classifica sprint
| Pos. | Corridore        | Squadra       | Punti |
| ---- | ---------------- | ------------- | ----- |
| 1    | Simon Špilak     | Adria Mobil   | 10    |
| 2    | Kristijan Koren  | Sava          | 8     |
| 3    | Radek Bečka      | PSK Whirlpool | 8     |
| 4    | Stian Sommerseth | Maxbo Bianchi | 8     |
| 5    | Grega Bole       | Sava          | 5     |

### Classifica squadre
| Pos. | Squadra                      | Tempo     |
| ---- | ---------------------------- | --------- |
| 1    | Perutnina Ptuj               | 36h13'14" |
| 2    | Germania                     | a 7"      |
| 3    | PSK Whirlpool-Hradec Králové | a 10"     |
| 4    | Legia-Bazyliszek             | a 11"     |
| 5    | Sava                         | a 12"     |